# Re Rosso (Marvel Comics)
Il Re Rosso (Red King), il cui vero nome è il principe Angomo II, è un personaggio dei fumetti creato da Greg Pak e Carlo Pagulayan nel 2006 per la saga Planet Hulk, pubblicata dalla Marvel Comics. I personaggi spesso lo chiamano "imperatore", ma il suo titolo, quindi il nome esatto, è il "re".

## Biografia del personaggio
Il Re Rosso compare per la prima volta in albo Marvel nel primo episodio di Planet Hulk.
Si stava annoiando in una sorta di Colosseo in attesa di un combattimento, quando Hulk sfonda la gabbia in cui è rinchiuso e dopo aver affrontato un mostro si lancia contro l'imperatore. Caiera respinge Hulk con un raggio del suo bastone.
Invitato dalla prospettiva di un combattimento, l'imperatore decide di combattere Hulk con la sua armatura.
Dopo una lotta feroce, nella quale uccide due amici di Miek, viene ferito da Hulk, che si appresta a ucciderlo, ma Caiera lo salva.
L'imperatore ordina che Hulk e Miek vengano portati nella "Fauce", la scuola per gladiatori più dura del pianeta. I gladiatori non possono opporsi a Re Rosso, a causa del disco d'obbedienza, ma grazie a Silver Surfer, che libera Hulk e gli altri prigionieri del colosseo, il Gigante di Giada ha un'altra occasione per affrontare il despota. Questa volta Hulk, anche grazie all'aiuto della stessa Caiera, che ha capito quanto Re Rosso sia crudele, riesce a sconfiggerlo, scagliandolo nella Foresta Ritorta, dove verrà ucciso brutalmente dai Wildbot.

## Poteri e abilità
Il Re Rosso non possiede superpoteri, ma si serve della sua abilità come guerriero e della sua armatura per sconfiggere i suoi avversari.
La sua armatura lo rende praticamente immortale, gli dona forza e resistenza infinitamente superiori a quelle degli altri esseri, gli permette di sparare vampate di fuoco e razzi esplosivi, inoltre il Re Rosso brandisce una lunga spada che all'occorrenza può anche infiammare.

## Personalità
Nonostante all'inizio sembri freddo e calcolatore il Re Rosso dimostra nel corso della storia una personalità sempre più folle, bruciando vivi molti dei suoi alleati e nemici, senza fare distinzioni, arriva addirittura a liberare la razza di virus organici nota come Spike, nel tentativo di uccidere Hulk e i suoi compagni, gli Spike e i bombardamenti dell'imperatore mieterono molte vittime tra i civili, ma ciò non destò il minimo rimorso nel Re Rosso, che, nel tentativo finale di distruggere Hulk, non esita, nella sua follia a tentare di distruggere l'intero pianeta.